# George Alec Effinger
George Alec Effinger (Cleveland, 10 gennaio 1947 – New Orleans, 27 aprile 2002) è stato un autore di fantascienza statunitense.
Il suo primo romanzo, What Entropy Means to Me (1972), è stato nominato per il premio Nebula. La sua opera più importante è stata la trilogia di Marîd Audran, ambientata in un mondo futuristico dove il cambio di sesso è operazione comune e dove impianti cibernetici permettono alle persone di modificare le proprie capacità e la propria personalità. Tale ambientazione rispecchia in larga misura il quartiere francese di New Orleans, e nei romanzi sono narrate le storie romanzate dei travestiti e delle altre persone che Effinger ha conosciuto nei bassifondi della città. Era previsto anche un quarto romanzo della serie intitolato Word of Night che però non riuscì a completare.
Altrettanto noto è il suo racconto Il gattino di Schrödinger (Schrödinger's Kitten, 1988), basato sul celebre paradosso del gatto di Schrödinger e vincitore sia del premio Hugo che del Nebula.
Durante la sua vita, Effinger ha sofferto di problemi cardiaci che hanno costretto lo scrittore a costose cure mediche: queste spese ingenti, alle quali non riuscì a far fronte, lo ridussero sul lastrico. Morì a casa sua a causa di un'emorragia interna, dovuta ad una banale ulcera gastrica.
Effinger è stato sposato fino a metà degli anni ottanta con l'artista Beverly K. Effinger e per pochi anni prima della morte con la scrittrice di fantascienza Barbara Hambly.

### Serie del Pianeta delle scimmie
Romanzi basati sulla serie televisiva Il pianeta delle scimmie
- Man the Fugitive  (1974)
- Escape to Tomorrow (1975)
- Journey Into Terror  (1975)
- Lord of the Apes (1976)

### Serie di Nick of Time
- The Nick of Time (1985)
- The Bird of Time (1986)

### Serie di Marid Audran
- Senza tregua (When Gravity Fails) (1987) (Cosmo Argento 203). Riedito come L'inganno della gravità.
- Programma Fenice (A Fire in the Sun) (1989) (Cosmo Argento 216). Riedito come Fuoco nel sole.
- Esilio dal Budayeen (The Exile Kiss) (1991) (Cosmo Argento 237). Riedito come La guerra di Marid Audran - Esiliato dal Budayeen.

### Altri romanzi
- What Entropy Means to Me (1972)
- Relatives (1973) (Progetto originale)
- Nightmare Blue (1975) (con Gardner Dozois)
- Felicia (1976)
- La ragione per cui (Those Gentle Voices: A Promethean Romance of the Spaceways, Urania 850, Mondadori) (1976)
- Death in Florence (1978) (anche come Utopia 3)
- Heroics (1979)
- The Wolves of Memory (1981)
- Shadow Money (1988)
- The Red Tape War (1990) (con Mike Resnick e Jack L. Chalker)
- The Zork Chronicles (1990)
- Look Away (1990) (novella)
- Schrödinger's Kitten (1992)
- Trinity: Hope Sacrifice Unity
- The League of Dragons: A Castle Falkenstein Novel (1998)
- The Bird of Time (2004)

### Raccolte edizioni originali
- Mixed Feelings (1974)
- Irrational Numbers (1976)
- Dirty Tricks (1978)
- Idle Pleasures (1983) (storie sportive di fantascienza)
- Author's Choice Monthly Issue 1: The Old Funny Stuff (1989)
- Maureen Birnbaum, Barbarian Swordperson: The Complete Stories (1993)
- Budayeen Nights (2003)
- George Alec Effinger Live! From Planet Earth (2005)